# P16.D4
P16.D4 was een Duitse noiseband uit Mainz.

## Geschiedenis
P.D. begon eind 1979 als soloproject van Joachim Stender, die toentertijd als student in Mainz door het organiseren van festivals, de band Messehalle en diverse publieke acties aan de Johannes Gutenberg Universiteit in Mainz probeerde, de (nog samen onder de naam NDW optredende) punk/new wave/no wave/industrial-beweging naar Mainz te brengen. Begin 1980 voegden Ralf Wehowsky en Joachim Pense zich bij de band en de eerste ep Alltag verscheen. Kort daarna volgde de lp Inweglos, waarbij nog Ewald Weber, Achim Szepanski, Roger Schönauer en Gerd Poppe erbij kwamen, maar ook een hele reeks optredens en cassette-publicaties met producties van leden en gelieerden van de band.
De formatie splitste zich al eind 1981. De kernbezetting produceerde nog als Permutative Distorsion de ep Brückenkopf im Niemandsland (met Thomas Mammler alias Kasperle Killerpilz), die de typische stijl van de band nog eens exemplarisch uitwerkte: het gebruik van de goedkoopste elektronika, bewust anti-professionalisme en litanie-achtige herhaling van programmatische gewoonheden voor een monotone geluids/ruistextuur.
De overgebleven leden, ook met Wehowsky, gingen verder als P16.D4. Door zijn invloed kreeg het werk aan de geluiden zelf een sterkere betekenis, met een uitvoerige relatie tot de musique concrète. Stefan Schmidt, die spoedig erbij kwam, was met zijn klassieke compositie-opleiding een echte aanwinst.
Kenmerkend voor de band was de productiemanier, die in de producten zelf werd gethematiseerd: de als 'recycling' gekenmerkte aanhoudende verdere verwerking en reorganisatie van aanwezig zijnde geluidsmaterialen uit vroegere producties, maar ook uit werk van andere artiesten (mail art). Dit concept van materiaalruil vertoont zich in de projecten 'DIstant STRUCTures' (1985) met medewerking van internationale artiesten. Andere lp's zijn Masse Mensch (1984), Kühe in 1/2Trauer (1984), Nichts, Niemand, Nirgends, Nie (1986, samen met S.B.O.T.H.I.), Captured Music (1989) en acRID acME (1989). Hun arbeidsproces beschreven ze zelf met cut-ups, richtingsverandering, snelheidsverandering, bandplooien, harmonisering, over-dubbing ...
De platen (ook cassetten), later ook cd's van P16.D4. verschenen bij het label Selektion. Dit ontwikkelde zich tot een verzamelpunt van projecten ook van andere personen. Vooral kwamen met Achim Wollscheid, Charly Steiger, Christoph Wallhorn, Horst Maus, Marcus Caspers en Gilla Loercher enkele beeldende artiesten erbij, die als 'Selektion Optik' eigen projecten doorvoerden, maar ook podiumoptredens van P16.D4 vormgaven. Achim Wollscheid produceerde (vaak als S.B.O.T.H.I.) een reeks eigen platen en werkte samen met andere artiesten als onder meer Merzbow. Met P16.D4 werkte hij intensief samen, stuwde de projecten artistiek voort en leverde en bewerkte het materiaal.
Eind jaren 80 trad de betekenis van de band P16.D4 iets tegenover de diverse projecten van de Selektion-leden in verschillende combinaties (waartoe nu weer Joachim Pense behoorde) terug, in het bijzonder na de verhuizing van Selektion naar Frankfurt am Main
Het meest succesvolle van deze projecten was SLP: De vierde kant van het P16.D4.-dubbelalbum Nichts, Niemand, Nirgends, Nie, die een recycling-product is van de eerste drie kanten, wordt afgespeeld op vier platenspelers, die elk door een persoon worden bediend, die na een partituur de naald in bepaalde zones van een plaat plaatst. Een computerprogramma mengt de vier kanalen samen tot een nieuw verloop. SLP werd tijdens de late jaren 1980 en de vroege jaren 1990 meermaals, onder andere op de Darmstädter Ferienkurse für Neue Musik en de Ars Electronica opgevoerd.
Terwijl de activiteiten van Selektion Optik nog enkele jaren doorgingen, zijn tegenwoordig alleen nog Achim Wollscheid en vooral Ralf Wehowsky productief op het gebied van de noise-muziek.

## Discografie

### Alben
- 1981: Wer Nicht Arbeiten Will Soll Auch Nicht Essen!
- 1981: V.R.N.L.
- 1982/1983: Kühe In 1/2 Trauer (Selektion)
- 1982/1984: Distruct (Selektion)
- 1985: Nichts Niemand Nirgends Nie! (Selektion)
- 1982/1986: Tionchor (Selektion)
- 1986/1988: Acrid Acme (Of) P16.D4 (Selektion)
- 1988: Bruitiste (RRRecords)
- 1990: Fifty (RRRecords)

### Samplers
- 1993: Three Projects (Bruitiste - Captured Music - Fifty) (RRRecords)
- 1982/1992: Masse Mensch LP (Selektion) 1982 / CD Odd Size 1992